# Aporophyla morosa
Aporophyla morosa är en fjärilsart som beskrevs av Bellier de la Chavignerie 1862. Aporophyla morosa ingår i släktet Aporophyla och familjen nattflyn. Inga underarter finns listade i Catalogue of Life.